# Jean-Michel Parent
Pour les articles homonymes, voir Parent.
Pas d'image ? Cliquez ici

a Compétitions nationales et continentales officielles uniquement.

Dernière mise à jour le 14 mai 2020.
Jean-Michel Parent, né le 5 mars 1971 à Millas (Pyrénées-Orientales), est un joueur français de rugby à XV.

## Biographie
Né à Millas, Jean-Michel Parent commence le rugby à XV à l'Union sportive Millas (US Millas) avant de rejoindre l'USA Perpignan à l'âge de 17 ans.
Il est titulaire d'un bac A3 et d'un DEUG d'histoire de l'art et de la philosophie.
En senior il est champion de France excellence b pour sa première saison avec l'US Millas, puis champion de France fédérale 3.
Il fait son service militaire à la SSM de Nîmes où il devient champion de France militaire en 1994 et signe à l'Union sportive romanaise et péageoise alors en groupe A.
En 1997 il signe au stade Montois avec qui il gagnera trois titres de champion de France , groupe B, groupe A2, et pro D2 pour la première édition.
En 2002, il quitte le Stade montois et rejoint le SU Agen,.
En 2006, il quitte le SU Agen en cours de saison pour retourner aider le Stade montois en difficulté. La même année, Jean-Michel Parent met fin à sa carrière professionnelle mais il continue de jouer avec l'Union sportive néracaise (US Nérac).
Il est le gérant de l'entreprise BPR Concept Chape,, et le partenaire du SU Agen par ce biais.

### Vie privée
Il est marié à Valérie Parent et père d'un garçon, Camille, né en 2006 et d'une fille Paola née en 2010. Il habite à Moirax où il a fait construire sa maison.